# Live At KCRW.com
Live At KCRW.com es el segundo EP en vivo de la actriz y cantante Scarlett Johansson, y primero junto al cantante y compositor Pete Yorn. Fue lanzado el 15 de diciembre del 2009 por Atco Records.
El álbum fue grabado en The Village Recorder en Los Ángeles el 7 de octubre del 2009. Originalmente fue transmitido por el programa Morning Becomes Eclectic de KCRW con Jason Bentley.
Contiene 6 canciones, de las cuales 4 corresponden al álbum Break Up lanzado en septiembre de ese mismo año por ambos cantantes, que posteriormente fueron incluidas como en segundo CD en la edición especial del álbum.

## Lista de canciones
| N.º | Título                    | Duración |  |
| 1.  | «Relator»                 | 2:36     |  |
| 2.  | «Blackie's Dead»          | 2:38     |  |
| 3.  | «I Don't Know What to Do» | 3:30     |  |
| 4.  | «Search Your Heart»       | 3:03     |  |
| 5.  | «Shampoo»                 | 3:08     |  |
| 6.  | «Stop Your Sobbin'»       | 2:38     |  |